# Danh sách tập của Running Man (2022)
Dưới đây là danh sách các tập của chương trình truyền hình thực tế Running Man được phát sóng vào năm 2022.

## Danh sách tập
| Hạng | Người chơi    | Số phiếu   |
| 1    | Ji Suk-jin    | 22         |
| 2    | Haha          | 21         |
| 3    | Jeon So-min   | 13         |
| 4    | Yoo Jae-suk   | 5          |
| 5    | Kim Jong-kook | 4          |
| 6    | Yang Se-chan  | 3          |
| 7    | Song Ji-hyo   | Đã từ chức |
| 7    | Jo Se-ho      | Đã từ chức |

| Hạng | Người chơi    | Tiền thưởng chung cuộc (₩1,000,000) |
| 1    | Yoo Jae-suk   | 51.82                               |
| 2    | Ji Suk-jin    | 39.6                                |
| 3    | Yang Se-chan  | 15.84                               |
| 4    | Haha          | 12.65                               |
| 5    | Jeon So-min   | 9.48                                |
| 6    | Kim Jong-kook | 4.76                                |
| 7    | Heo Young-ji  | 2.2                                 |
| 8    | Song Ji-hyo   | 1.608                               |
| 9    | Jo Se-ho      | 0.72                                |